# Euparagiinae
Euparagiinae es una pequeña subfamilia de avispas poco comunes que pertenece a la familia Vespidae, cuenta con un único género Euparagia.

## Distribución
El grupo tuvo una distribución cosmopolita en tiempos geológicos, pero ahora es, geográficamente, un taxón relicto, conocido sólo en las regiones desérticas del suroeste de los Estados Unidos y el noroeste de México.

## Descripción
Esta subfamilia, con el mismo rango, había sido agrupada con la familia Masaridae (véase Masarinae). En la actualidad, se considera Euparagiinae una subfamilia independiente y un grupo hermano del resto de las Vespidae. La venación alar es única y se distingue de todas las otras Vespidae, además también se caracterizan por tener una mancha pálida pequeña en el borde posterior del mesotórax. El fémur y trocánter de las patas delanteras de los machos son modificados con formas propias en cada especie.
No se sabe mucho de su biología. En una especie (Euparagia scutellaris) las hembras hacen nidos en el suelo y almacenan larvas de gorgojos para alimentación de sus crías.

## Especies
- Euparagia boregoensis
- Euparagia desertorum
- Euparagia maculiceps
- Euparagia platiniceps
- Euparagia richardsi
- Euparagia scutellaris
- Euparagia siccata
- Euparagia timberlakei
- Euparagia unidentata
- Euparagia yuma